# Dead Trigger 2
Dead Trigger 2 je česká videohra s tematikou zombie. Vyšla v roce 2013. Vytvořilo ji studio Madfinger Games. Hra je určená pro IOS, Android a Windows Phone, přičemž je ve vývoji verze pro Windows a OS X. Jedná se o pokračování hry Dead Trigger z roku 2012. Žánrově se řadí mezi first-person shootery. Hra byla, v soutěži Booom, zvolena za 2. nejlepší českou hru roku. Poté, co společnost Google ukončila v roce 2014 podporu pluginu Unity, byla verze pro sociální sít Facebook přepracována na nový plugin Unity WebGL. S touto verzí se ve hře pro hráče objevilo i mnoho nových zbraní (viz tabulka).

## Hratelnost
Hratelnost je podobná jako u prvního dílu, ale hra obsahuje i nové prvky. Například se lze setkat i s namluvenými cutscénami. Poměrně výraznou změnou dotykových zařízení je střelba, protože hra neobsahuje zabudované tlačítko zahájení střelby. Zbraň začne sama střílet jakmile hráč zamíří.
Hra byla také doplněna o nové druhy misí a s nimi související nové zbraně. Jsou zde odstřelovací mise či mise střelby z vrtulníku. Kromě toho jsou zde i nové druhy nepřátel.

## Nové zombie
Kamikaze - velký tlouštík s výbušným barelem na břichu (střílet do barelu)
Radioaktivní zombie - velké zombie v oranžovém skafandru (miřte na hlavu)
Panzer - obrněný zombie (miřte na břicho a až se otočí tak na lopatky)
Rager - sprintovací zombie (střílet nejlépe brokovnicí, raketometem nebo házet granáty)
Vomitron - ohavná zombie co plive žiravinu (miřte na hlavu běhejte kolem něho)

## Příběh
Po světě se rozšíří virus, kvůli, kterému se většina lidí změnila na nemrtvé a zbytky se zoufale brání a snaží přežít. Hráč se ujímá jednoho z přeživších, který se zapojuje do boje za záchranu světa před nemrtvými. Toho zavede jeho cesta do všech koutů světa.

## Postavy
Hlavní postavy hry:
- Kyle - Hlavní postava hry. V prvním díle byl jedním z obyvatel New Hope. Na začátku hry se přidává k hnutí odporu.
- Tara Conlan - Medička, která přivede Kyla na základnu hnutí odporu. Před katastrofou byla zdravotní sestrou.
- Joel - Mechanik, který využívá své schopnosti k výrobě vybavení pro Kyla. Vytvořil například bojová kuřata.
- Ulrich - Vědec, který pomáhá vylepšit vybavení hnutí odporu.
- Earl - U Earla si může Kyle koupit zbraně.
- Riker - Pašerák, který s Kylem spolupracuje.

## Ovládání
Výchozí ovládání pomocí klávesnice a myši:
Kolimátor - Pravé tlačítko myši
Přepínání mezi primární a sekundární zbraní - Tab
Obrana ruční zbraní - Q
Pohyb - Klávesy W,A,S,D

## Zbraně používané ve hře Dead Trigger 2

### Ruční
| Improvizované   | - velký klíč na trubky (hasák) - páčidlo - baseballová pálka s hřeby (tzv. Studded Bat) - dvouruční palice (perlík) s hroty              |
| Chladné         | - nůž - mačeta - dvojice mačet zn. Z-Hunters typ CHOP * - meče Butterfly - Katana - hasičská bourací sekera - dvojice vikingských mečů * |
| Chladné střelné | - samostříl s "bubnovým" zásobníkem šípů                                                                                                 |

### Palné
| Krátké       | Krátké |
| ------------ | --- |
| pistole      | - vz. CZ 75 - Desert Eagle ve zlatém provedení - dvojice pistolí Glock 17 2.generace s prodlouženou hlavní - dvojice pistolí Mauser C96 * - LAR Grizzly Win Mag * |
| futuristické | - Alien gun (pouze součástí balíčku Area 51) |

| Dlouhé       | Dlouhé |
| ------------ | --- |
| pušky        | - M1 Garand - Winchester Model 1894 |
| brokovnice   | - Beneli 828U * - Franchi SPAS-12 - Ithaca model 37 - Kel-Tec KSG - Pancor Jackhammer Mark 3-A2                                                                                             |
| útočné pušky | - AK 74 - FN F2000 - M 16 - M 4 - SA 80 * - SCAR - STEYR AUG * - TAVOR TAR-21 * - XM 8 * |
| samopaly     | - Heckler & Koch MP5K - KRISS Vector Tactical * - dvojice samopalů MAT 49 * - MP 40 * - PPŠ-41 Špagin - PP-19 Bison * - SCORPION EVO 3 A1 - STEN Mk. II s tlumičem * - dvojice samopalů UZI |
| kulomety     | - MAC M1913 * - M134 Minigun - Type 92 |
| ostatní      | - granátomet M 79 - raketomet M202 FLASH |
| futuristické | - Metal Storm (pouze součástí balíčku Area 51) |

*zbraň byla dostupná až po přepracování hry na plugin Unity WebGL

### Ostatní
| speciální | - motorová pila - tzv. mozkomlýnek                              |
| trhaviny  | - granát Mk.II - mina - slepice s dynamitem - slepice s raketou |

## Přijetí
Hra byla kladně přijata recenzenty. Průměrné hodnocení na serveru Metacritic je 77 %.